# David Aguilar
Rodolfo David Aguilar Dorantes (Culiacán, Sinaloa, 17 de junio de 1983) es un cantautor de música mexicana independiente que ha interpretado sus temas desde 2003. En su obra se pueden encontrar influencias de la música popular mexicana, norteña, bolero cubano-mexicano, trova latinoamericana, canción brasileña, canción española y rock-pop -folk de los '60 a los '90 así como cantautores de la década del 2000. David Aguilar acostumbra a usar en sus canciones un amplio lenguaje a manera de poemas.

## Trayectoria
Su estilo de música es fruto de una gran cantidad de géneros, sin encasillarse en ninguno
, lo que termina formando un sonido muy original. Sus canciones también surgen bajo la influencia directa de los cancionistas mexicanos de los últimas décadas tales como León Chávez Teixeiro, Rodrigo González, Jaime López, Rafael Mendoza, Marcial Alejandro, David Haro, Fernando Delgadillo, Mauricio Díaz, Alfonso Maya, Kristos, Yahir Durán, Leonel Soto, Leticia Servín y Miguel Inzunza. Hasta el momento ha editado 6 discos de manera independiente: Frágil (2004), Tornazul (2005), Grabadora portátil (2008), Estelar (2010), Ventarrón (2010) y El David Aguilar (2014).
Fuera de México se ha presentado con sus canciones en España, Francia, Estados Unidos y Cuba. Entre el año 2008 y 2010, compuso y grabó un álbum de diez canciones del género de "banda sinaloense" tratando de acudir a la raíz europea de la misma y realizando la letra de "El niño perdido" y "La cuichi" más la composición totalitaria de ocho temas vinculados al mismo género, los cuales dieron forma al álbum llamado Ventarrón.
En noviembre de 2010, se editó el disco titulado "Eco" (Música de David Aguilar), producido e ideado por el contrabajista mexicano Aarón Cruz junto a Hernán Hecht y Mark Aanderud, en el cual interpretan en formato Jazz Trío diez temas del cantautor. Es también el compositor del himno de los movimientos ciclistas en México "La cumbia de la bicicleta", siendo utilizado también en otros países como en España y Colombia para promocionar el uso de la bicicleta en las grandes ciudades.
Actualmente, es titular del programa de podcast "Núcleo Distante" al lado del también cantautor y productor Ulises Hadjis en la plataforma de podcast y radio por internet Puentes Mx.

## Discografía
- Frágil (2004)
- Tornazul (2005)
- Grabadora Portátil (2008)
- Estelar (2010)
- Ventarrón (2011)
- El David Aguilar (2014)
- Siguiente (2017)
- Reciente (2020)
- Agendas Vencidas (2022)
- Compita del Destino (2024)

## Premios y nominaciones

### Premios Grammy Latinos
| Año  | Categoría(s)              | Nominación                                      | Resultado | Ref.   |
| ---- | ------------------------- | ----------------------------------------------- | --------- | ------ |
| 2018 | Mejor Artista Nuevo       | Él mismo                                        | Nominado  | [ 8 ]  |
| 2018 | Canción del Año           | "Danza de Gardenias" (como compositor)          | Nominado  | [ 8 ]  |
| 2018 | Canción del Año           | "Embrujo"                                       | Nominado  | [ 8 ]  |
| 2018 | Álbum del Año             | Siguiente                                       | Nominado  | [ 8 ]  |
| 2018 | Mejor Álbum Cantautor     | Siguiente                                       | Nominado  | [ 8 ]  |
| 2019 | Mejor Canción Alternativa | "Causa Perdida"                                 | Nominado  | [ 9 ]  |
| 2020 | Mejor Álbum Cantautor     | Reciente (Adelanto)                             | Nominado  | [ 10 ] |
| 2021 | Canción del Año           | "Que Se Sepa de Nuestro Amor" (como compositor) | Nominado  | [ 11 ] |
| 2021 | Mejor Canción Regional    | "Que Se Sepa de Nuestro Amor" (como compositor) | Nominado  | [ 11 ] |